# Det Fris Bryghus
 Der er for få eller ingen kildehenvisninger i denne artikel, hvilket er et problem. Du kan hjælpe ved at angive troværdige kilder til de påstande, som fremføres i artiklen.

Det Fris Bryghus blev startet i 2005 af lærere og elever på Det frie Gymnasium i København. Medstifter og medbrygger er M. Bjergsø, som også er medstifter af bryggeriet Mikkeller. Mikkeller bryggede i 2006 en stout der blev kåret som verdens bedste ifølge den internationalt anerkendte hjemmeside ratebeer.com. Mikkellers ekspertise og erfaring har været essentiel under skabelsen af det fris bryghus.
Bryghusets inventar er fremstillet og importeret fra Belgien og kontinentalmalte er hovedsageligt brugt. Da det ligger på Møllegade 26, i centrum af Nørrebro, er bryggeriet en del af det aktive bryggermiljø i København. Det er et amatørbryggeri med få og sjældne produkter. Det Fris Bryghus blev kendt på sin deltagelse ved den danske håndbryggerkonkurrence med deres imperial stout "Goliat".
Bryggeriet bruger udelukkende grafik af designer Kasper Ledet. Hans grafik bliver brugt på alle mærkater og plakater.

## Øl fra Det Fris Bryghus
| Navn                       | Type                   | OG   | Alcohol %, ABV | Farve (EBC) | IBU |
| DfG#0 belgian ale          | Mørk stærk belgisk ale | 1073 | 7.6            | 53          | 25  |
| DfG#1 jomfrubryg           | American brown ale     | 1062 | 6.3            | 41          | 52  |
| DfG#2 juleøl               | Dubbel                 | 1082 | 7.7            | 55          | 33  |
| DfG#3 India Pale Ale       | Amerikansk pale ale    | 1060 | 6.3            | 25          | 42  |
| DfG#4 Barley Wine          | Barley wine            | 1113 | 11.1           | 37          | 69  |
| DfG#5 Choco-stout          | Sweet stout            | 1088 | 8.7            | 84          | 53  |
| DfG#6 Goliath              | Imperial stout         | 1143 | 15.9           | 169         | 126 |
| DfG#7 Amerikansk påskebryg | Amerikansk pale ale    | 1078 | 7.7            | 41          | 44  |
| DfG#8 Roskilde syge        | Barley wine            | 1121 | 11.9           | 33          | 105 |
| DfG #9 Ceremoni øl         | Amerikansk pale ale    | 1077 | 7.6            | 27          | 57  |
| DfG#10 Dunkel Nordbrcke    | Münchener dunkel       | 1080 | 7.9            | 38          | 108 |
| DfG#11 Merete              | India pale ale (IPA)   | 1072 | 8.1            | 21          | 231 |
| Dfg #12 Gynther Special    | Mørk stærk belgisk ale | 1093 | 9.2            | 42          | 44  |
| DfG#13 Wiener Red Ale      | Wiener                 | 1056 | 5.5            | 21          | 44  |